# Гав Сит (Канзас)
Гав Сит (енгл. Gove City) град је у америчкој савезној држави Канзас.

## Демографија
По попису из 2010. године број становника је 80, што је 25 (-23,8%) становника мање него 2000. године.
| Група             | 2000.       | 2010.      |
| Белци             | 102 (97,1%) | 78 (97,5%) |
| Афроамериканци    | 0 (0,0%)    | 0 (0,0%)   |
| Азијати           | 0 (0,0%)    | 0 (0,0%)   |
| Хиспаноамериканци | 2 (1,9%)    | 0 (0,0%)   |
| Укупно            | 105         | 80         |